# La Tourlandry
La Tourlandry és un municipi francès situat al departament de Maine i Loira i a la regió de País del Loira. L'any 2007 tenia 1.238 habitants.

## Demografia

### Població
El 2007 la població de fet de La Tourlandry era de 1.238 persones. Hi havia 460 famílies de les quals 97 eren unipersonals (38 homes vivint sols i 59 dones vivint soles), 146 parelles sense fills, 192 parelles amb fills i 25 famílies monoparentals amb fills.
La població ha evolucionat segons el següent gràfic:
Habitants censats

### Habitatges
El 2007 hi havia 482 habitatges, 464 eren l'habitatge principal de la família, 5 eren segones residències i 13 estaven desocupats. 461 eren cases i 20 eren apartaments. Dels 464 habitatges principals, 364 estaven ocupats pels seus propietaris, 95 estaven llogats i ocupats pels llogaters i 5 estaven cedits a títol gratuït; 1 tenia una cambra, 15 en tenien dues, 55 en tenien tres, 99 en tenien quatre i 294 en tenien cinc o més. 378 habitatges disposaven pel capbaix d'una plaça de pàrquing. A 212 habitatges hi havia un automòbil i a 210 n'hi havia dos o més.

### Piràmide de població
La piràmide de població per edats i sexe el 2009 era:
| Homes | Edats   | Dones |
| ----- | ------- | ----- |
| 0     | 95 o +  | 0     |
| 4     | 90 a 94 | 4     |
| 0     | 85 a 89 | 4     |
| 8     | 80 a 84 | 8     |
| 28    | 75 a 79 | 24    |
| 32    | 70 a 74 | 16    |
| 16    | 65 a 69 | 20    |
| 20    | 60 a 64 | 40    |
| 12    | 55 a 59 | 8     |
| 56    | 50 a 54 | 36    |
| 48    | 45 a 49 | 44    |
| 40    | 40 a 44 | 48    |
| 40    | 35 a 39 | 40    |
| 36    | 30 a 34 | 36    |
| 32    | 25 a 29 | 48    |
| 48    | 20 a 24 | 20    |
| 36    | 15 a 19 | 36    |
| 48    | 10 a 14 | 68    |
| 44    | 5 a 9   | 44    |
| 44    | 0 a 4   | 44    |

## Economia
El 2007 la població en edat de treballar era de 791 persones, 615 eren actives i 176 eren inactives. De les 615 persones actives 564 estaven ocupades (332 homes i 232 dones) i 51 estaven aturades (21 homes i 30 dones). De les 176 persones inactives 43 estaven jubilades, 73 estaven estudiant i 60 estaven classificades com a «altres inactius».

### Ingressos
El 2009 a La Tourlandry hi havia 480 unitats fiscals que integraven 1.289 persones, la mediana anual d'ingressos fiscals per persona era de 15.940 €.

### Activitats econòmiques
Dels 35 establiments que hi havia el 2007, 2 eren d'empreses extractives, 1 d'una empresa alimentària, 3 d'empreses de fabricació d'altres productes industrials, 6 d'empreses de construcció, 6 d'empreses de comerç i reparació d'automòbils, 2 d'empreses d'hostatgeria i restauració, 2 d'empreses financeres, 2 d'empreses immobiliàries, 6 d'empreses de serveis, 1 d'una entitat de l'administració pública i 4 d'empreses classificades com a «altres activitats de serveis».
Dels 9 establiments de servei als particulars que hi havia el 2009, 1 era un taller de reparació d'automòbils i de material agrícola, 1 paleta, 2 fusteries, 1 lampisteria, 2 perruqueries, 1 restaurant i 1 saló de bellesa.
Dels 3 establiments comercials que hi havia el 2009, 1 era una botiga de menys de 120 m², 1 una fleca i 1 una botiga de material esportiu.
L'any 2000 a La Tourlandry hi havia 49 explotacions agrícoles que ocupaven un total de 1.681 hectàrees.

## Equipaments sanitaris i escolars
El 2009 hi havia una escola elemental.

## Poblacions més properes
El següent diagrama mostra les poblacions més properes.